# Кліщинець плямистий
Кліщинець плямистий (Arum maculatum) — вид рослини родини кліщинцевих.

## Назва
В англійській мові має назву «лорди і леді» (англ. lords and ladies) через фалічну форму суцвіття, що асоціюється з сексом, а також «пеніс зозулі» (англ. cuckoo pint) також через форму суцвіття.

## Будова
Зелений приквіток-покривало з'являється з-під землі взимку. Квіти відкриваються навесні. Потім покривало відмирає, лишаючи супліддя червоних ягід на ніжці.

## Поширення та середовище існування
Зростає у Європі, Туреччині й Закавказзі. Населяє відкриті листяні ліси, узлісся, живоплоти, пустища в рудеральних місцях проживання.

## Практичне використання
Смажений корінь можна вживати у їжу. В минулому його продавали під назвою Портландське саго. Також з нього готували напій схожий на салеп. Неправильно приготовлений корінь може бути отруйний.

## Галерея

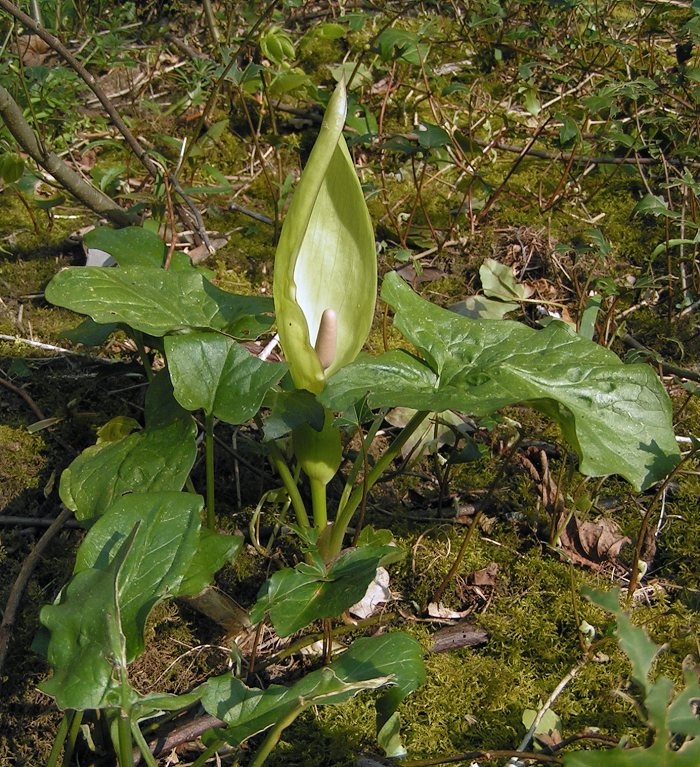
Квітка
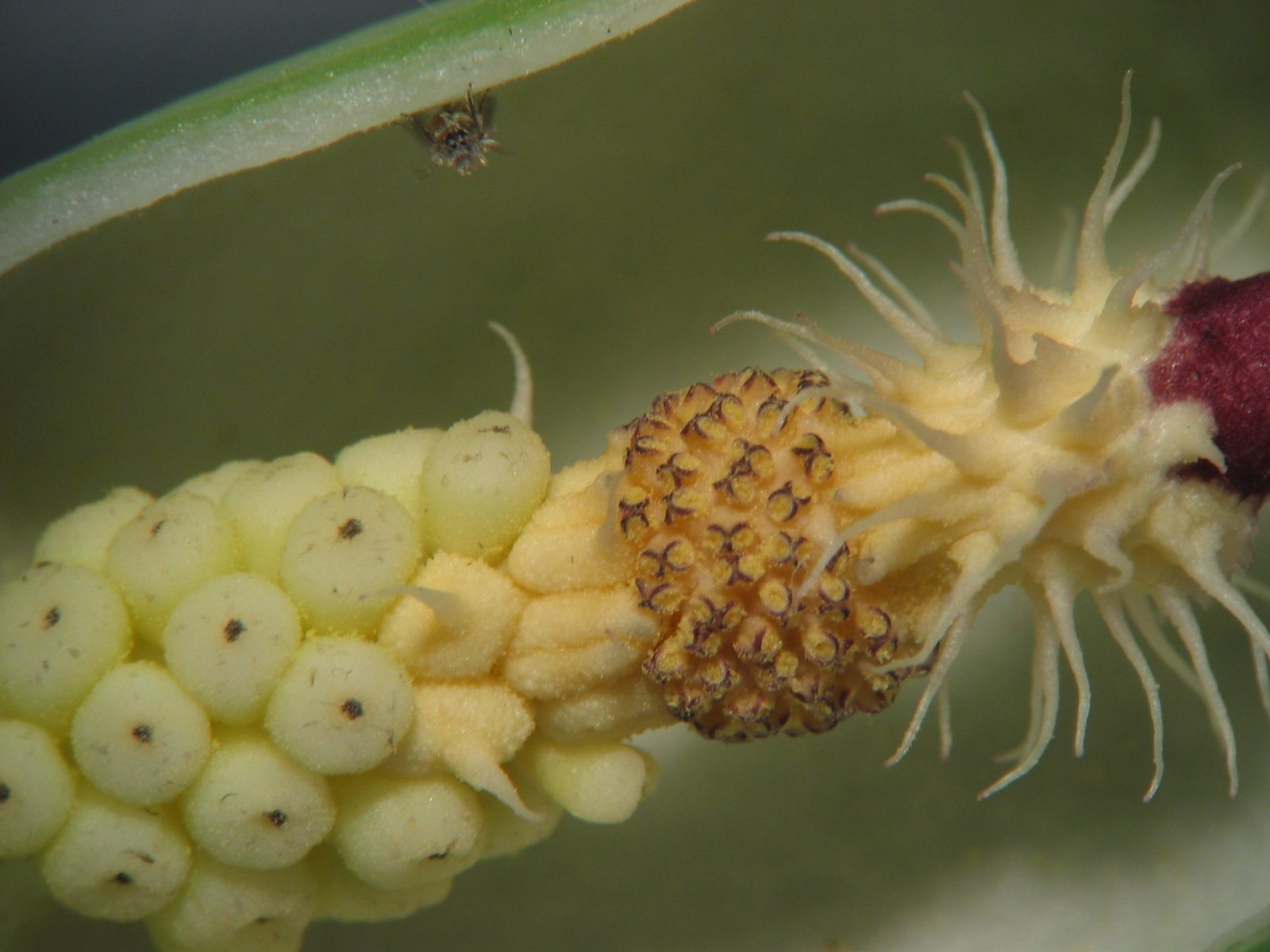
Суцвіття
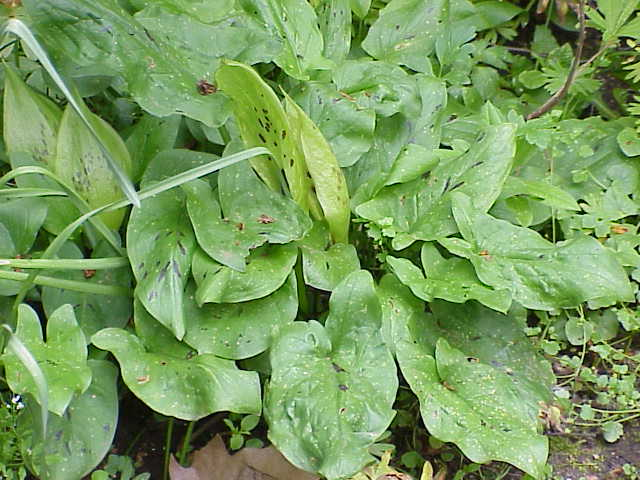
Листя
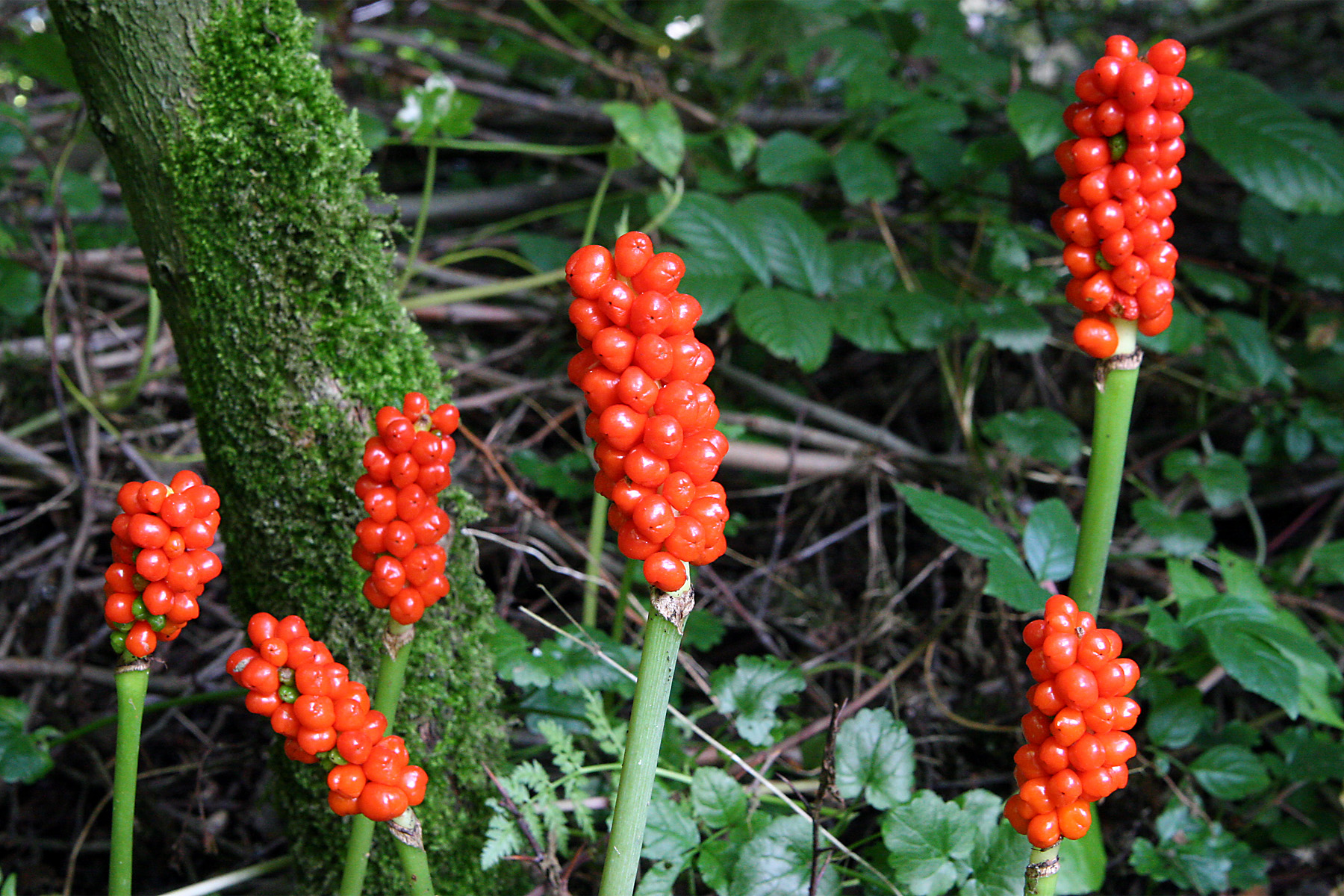
Супліддя